# Chinesische Teichmuschel
Die Chinesische Teichmuschel (Sinanodonta woodiana) ist eine Süßwasser-Muschelart aus der Familie der Fluss- und Teichmuscheln. Sie ist ursprünglich in Ostasien beheimatet, breitet sich aber in den letzten Jahrzehnten weltweit stark aus.

## Merkmale

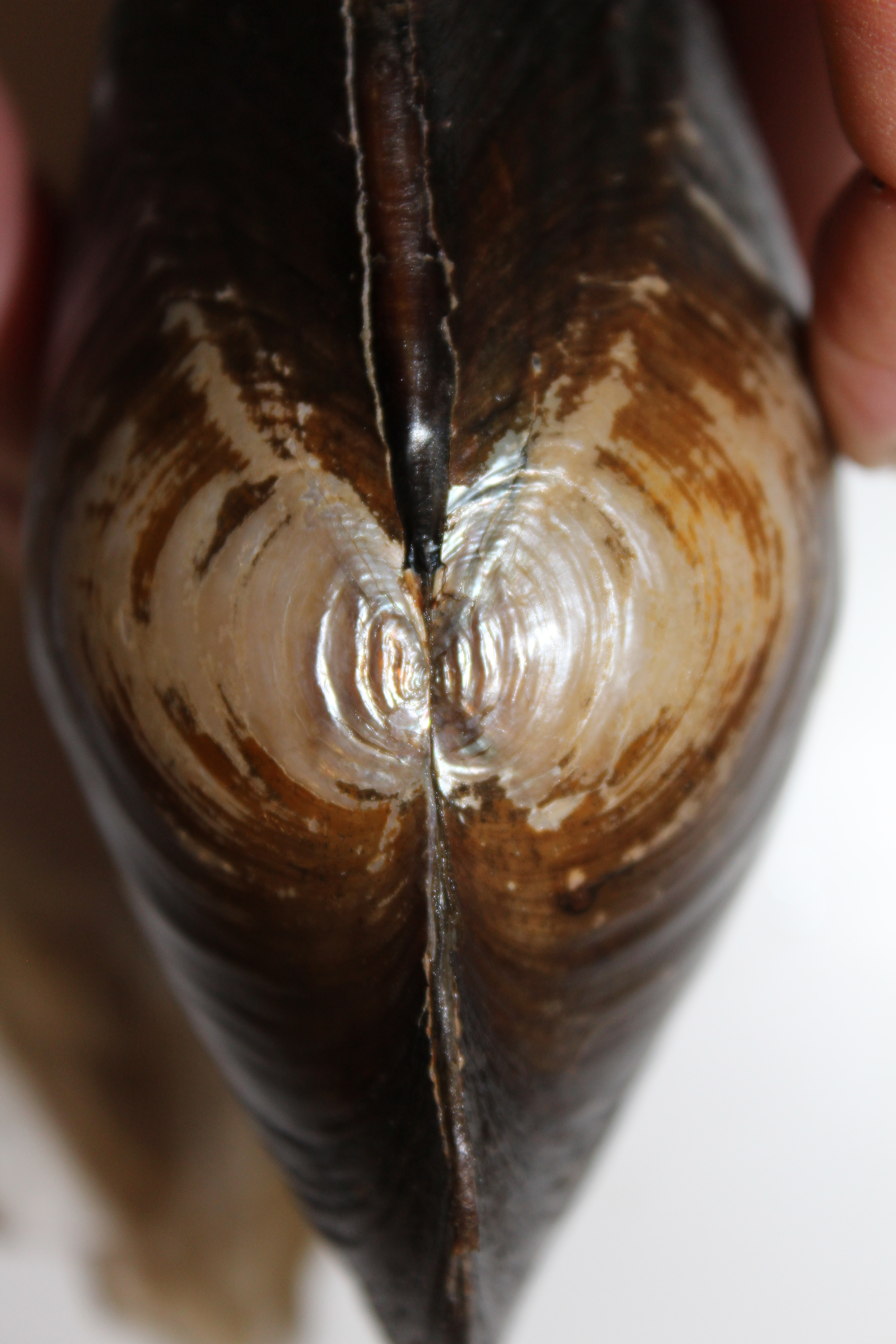
Wirbelfältchen der Chinesischen Teichmuschel stark ausgeprägt und weit auseinander liegend

Die Schale dieser Muschelart ist oval bis kreisförmig und im Vergleich zu den anderen Teichmuschelarten wesentlich dicker. Ihre Färbung ist oftmals auffällig rötlich-braun. Wie bei den heimischen Teichmuscheln fehlen auch bei der Chinesischen Teichmuschel die Schlosszähne, allerdings sind die Wirbelfalten weiter auseinander liegend und stärker ausgeprägt. Mit einer Maximallänge von mehr als 25 cm ist sie die größte Muschelart in unseren Binnengewässern.
Rechte und linke Klappe des gleichen Tieres:

Rechte Klappe
Linke Klappe

## Geographische Verbreitung
Ursprünglich in Ostasien in den Flüssen Amur und Jangtsekiang beheimatet, ist diese Muschelart mittlerweile aber auch in vielen europäischen Gewässern anzutreffen. In Europa (Österreich, Kroatien, Frankreich, Deutschland, Ungarn, Polen, Tschechien, Italien, Rumänien, Serbien, Slowakei, Ukraine), in Zentral- und Nordamerika (Costa Rica, Dominikanische Republik), im asiatischen Teil der Türkei sowie auf einigen Indonesischen Inseln konnten bereits selbst erhaltende Populationen nachgewiesen werden.
Trotz ihres obligatorischen parasitären Stadiums (Glochidium), in dem sich die Muschellarven an bestimmten Wirtsfischen festsetzen, konnte sich diese Art weltweit etablieren. Verantwortlich hierfür ist, wie so oft, der Mensch, der durch Besatz von mit Glochidien infizierten Gras- und Silberkarpfen oder einem direkten Aussetzen der Muscheln in die Gewässer maßgeblich dazu beigetragen hat, dass sich diese Muschelart weltweit ausbreitet. Eine weitere Rolle in der Ausbreitung spielt auch der Handel. In vielen Baumärkten, Garten Centern und Zoogeschäften werden Muscheln als biologische Filter für den heimischen Teich verkauft. Dabei werden meist mehrere Muschelarten, wie Malermuschel, Gemeine Teichmuschel, Große Teichmuschel aber auch die Chinesische Teichmuschel unter demselben Namen, oftmals explizit als heimische (europäische) Teichmuschel, angeboten.

## Ökologie
Die Chinesische Teichmuschel kann eine Gesamtlänge von bis zu 30 cm und ein Alter von 12–14 Jahren erreichen. Dabei kann sie sich bereits nach einem Jahr mit einer Größe von gerade einmal 4–5 cm fortpflanzen. Wie die meisten Großmuscheln muss auch sie für eine vollständige Entwicklung eine parasitäre Phase durchlaufen, in der sich die Muschellarven, die sogenannten Glochidien, für einige Zeit an den Kiemen, der Haut oder den Flossen geeigneter Wirtsfische anhaften. Als Wirtsfische eignen sich die in ihrem natürlichen Verbreitungsgebiet vorkommenden Cypriniden, Graskarpfen (Ctenopharyngodon idella) und Silberkarpfen (Hypophthalmichthys molitrix). Doch neuere Studien zeigen, dass sie auch in ihren neu besiedelten Gebieten eine hohe Bandbreite an Fischarten als Wirt verwenden kann. So wurden in unseren Gewässern u. a. der Dreistachliger Stichling (Gasterosteus aculeatus), der Gründling (Gobio gobio), die Bachforelle (Salmo trutta), das Moderlieschen (Leucaspius delineatus), der Flussbarsch (Perca fluviatilis), der Nerfling (Leuciscus idus) sowie der Bitterling (Rhodeus amarus) als geeignet nachgewiesen. Letzterer benötigt selbst Teichmuscheln für seine Fortpflanzung, da die Weibchen mittels einer Legeröhre ihre Eier in den Kiemenraum der Muscheln ablegen, um den Nachwuchs vor Fressfeinden zu schützten. Anders als unsere heimischen Teichmuschelarten ist die Chinesische Teichmuschel hierfür aber nicht geeignet.